# Вибух автомобіля в Алеппо (2017)
15 квітня 2017 року в районі Аль-Рашидин в західній частині міста Алеппо, що в Сирії, поблизу колони автобусів вибухнула автомобільна бомба. Автобуси перевозили евакуйоване цивільне населення з обложених міст Аль-Фуа і Кафр й охоронялися сирійськими повстанцями. В результаті вибуху загинуло щонайменше 126 осіб, в тому числі принаймні 80 дітей. Жодне екстремістське угруповання не взяло на себе відповідальність за напад.
Евакуація біженців була частиною угоди, укладеної між сирійським урядом, опозицією, Іраном та Катаром й здійснювалася Червоним Півмісяцем. За умовами евакуації близько п'яти тисяч жителів шиїтських общин Аль-Фуа і Кафр, які підтримували сирійський уряд, вивозились в Алеппо. У свою чергу, жителі Мадая і Аль-Забадані, більшість з яких є сунітами і підтримували опозицію, були доставлені в провінцію Ідліб.

## Теракт
Напад стався в районі Аль-Рашидин, в західній околиці міста Алеппо, приблизно о 15:30 за місцевим часом. Терорист припаркував пікап з бомбою поблизу передньої частини колони автобусів, які були зупинені на контрольно-пропускному пункті для переміщення поранених біженців, прикинувшись, що перевозить харчові продукти. За словами очевидців, водій заманив чипсами до своєї машини деяких дітей, перш ніж стався вибух.
Згідно з першими повідомленням, кількість загиблих сягнула кількох десятків чоловік, однак на наступний день число вбитих зросло вже до 126 осіб. За даними Сирійської обсерваторії з прав людини, 109 вбитих, в тому числі 68 дітей, були біженцями, інші — повстанцями і працівниками гуманітарних організацій. Представник опозиційного угрупування Тахрір аш-Шам заявив, що також загинули 30 його військових. За даними групи сирійської цивільної оборони «Білі каски», 55 осіб отримали поранення.
Вибух бомби призвів до призупинення евакуації біженців протягом декількох днів; рух нових конвоїв поновився тільки 19 квітня. Після вибуху була забезпечена жорстка охорона на контрольно-пропускному пункті Аль-Рашидин. Через три дні після теракту представник Організації Об'єднаних Націй заявив, що інцидент є «військовим злочином», підтвердивши, що відповідальна за вибух особа вже розшукується.

## Відповідальність
Особа відповідального за злочин невідома. Згідно з сирійським державним телебаченням, мирні жителі общин Аль-Фуа і Кафр підтримували сирійський уряд під час повстанської облоги міст. Сирійські державні ЗМІ поклали відповідальність за теракт на повстанців. Угруповання Тахрір аш-Шам заперечило свою причетність до вибуху. Члени опозиції припустили, що уряд Асада міг використати напад як спосіб відвернути увагу від хімічного нападу на Хан-Шейхун. Однак Рамі Абдулрахман, директор Сирійської обсерваторії з прав людини (SOHR), заявив у телевізійному інтерв'ю, що, на його думку, сирійський уряд до теракту не причетний.